# Jaime Vidal Oltra
Jaime Vidal Oltra (Talca, 12 de diciembre de 1895-1965) fue un médico, académico y político chileno, miembro y fundador del Partido Socialista de Chile. En 1941 fue designado como alcalde de Santiago, cargo que ejerció hasta 1942.

## Biografía
Estuvo casado con Marta Heuisler y fue padre de Adriana Vidal, la actriz Eliana Vidal y el también doctor Jaime Vidal Heuisler.
Se formó en la Escuela de Medicina de París, donde estudió en la Clínica de L’Hotel Dieu y en el Hôpital de la Pitié, donde hizo práctica de Laboratorio y Cardiología en el Hospital Broussais. Fue profesor de medicina legal de la Escuela de Medicina de la Universidad de Chile, siendo además director del Instituto Médico Legal. En 1927 ejerció como médico municipal de Santiago.
En el ámbito político fue uno de los integrantes del grupo fundador del PS, siendo parte de sus primeros comités central. Fue fundador del periódico "Consigna" y al momento de su muerte era integrante de la seccional Las Condes del partido.